# Moscow, Belgium

Moscow, Belgium (Aanrijding in Moscou), est un film dramatique belge, réalisé par Christophe Van Rompaey et sorti en 2008.

## Synopsis
À Moscou, un quartier de Gentbrugge, dans la banlieue de Gand, en Belgique, Matty, la quarantaine, délaissée par son mari, s'occupe seule de ses trois enfants adolescents. Un jour, sur le parking d'un supermarché, elle heurte un camion. Furieux, Johnny, son propriétaire, 29 ans, l'insulte, mais elle lui tient tête. De retour chez elle, Matty prend un bain pour se remettre de ses émotions, quand le téléphone sonne. C'est Johnny qui appelle pour s'excuser. Matty l'éconduit. Mais Johnny revient à la charge et Matty tombe sous le charme...

## Fiche technique
- Titre : Moscow, Belgium
- Titre original : Aanrijding in Moscou
- Langue d'origine : néerlandais
- Genre : Comédie | Drame | Romance
- Réalisation : Christophe Van Rompaey
- Scénario : Jean-Claude van Rijckeghem, Pat van Beirs
- Musique : Tuur Florizoone
- Format : Couleur
- Son : Dolby Digital
- Durée : 105 minutes
- Dates de sortie :
  - Belgique : 30 janvier 2008
  - France : 15 mai 2008 (Festival de Cannes)
- Distributeur : BAC Films
- Pays d'origine :  Belgique

## Distribution
- Barbara Sarafian : Matty
- Jurgen Delnaet : Johnny
- Johan Heldenbergh : Werner
- Anemone Valcke : Vera
- Sofia Ferri : Fien
- Julian Borsani : Peter
- Bob De Moor : Jacques
- Jits Van Belle : Nicky
- Griet Van Damme : Nathalie

## Festival de Cannes 2008
Moscow, Belgium a été présenté à la semaine internationale de la critique du 61e Festival de Cannes, et a concouru pour la Caméra d'Or.
Il a obtenu le Grand Rail d'or 2008